# Таш-Рабат

## Географія
Розташований храм в долині річки Таш-Рабат, що є притокою Кара-Коюн. Вона протікає вздовж Ат-Башинський гірського хребта, що в Центральному Тянь-Шані (Наринська область), на території Киргизстану, неподалік від кордону з Китаєм. Пам'ятка розташована на висоті понад 3500 м над рівнем моря.

## Історія
Таш-Рабат був збудований у 10 ст. н.е. і спочатку використовувався як монастир. Існує дві версії його заснування: перша - храм був заснований християнськими монахами із Сирії чи якоюсь ранньохристиянською сектою; друга - він заснований монахами-буддистами.
З часом в Центральній Азії остаточно закріпився іслам, монастир почав занепадати. Проте близьке розташування до Шовкового Шляху не дало храмові перетворитись в пустку. Він використовувався як караван-сарай. Вважається, що Таш-Рабат був ключевим пунктом при переході Тань-Шаню, оскільки не тільки надавав притулок для купців, а й слугував укріпленням від грабіжницьких набігів. Через Таш-Рабат торговельні каравани прямували до міст Ферганської долини.
Зараз Таш-Рабат є цікавим туристичним об'єктом.

## Мережеві посилання
- [Архівовано 25 лютого 2010 у Wayback Machine.]
- [Архівовано 22 травня 2009 у Wayback Machine.]

 Вікісховище має мультимедійні дані за темою: Таш-Рабат